# اندیس شرق نشیب
شرق نشیب یک اندیس فلزی است که در حوالی شهر مشکان استان خراسان قرار دارد و مادهٔ معدنی موجود در آن، مس است.  در این اندیس، پاراژنز‌های کوارتز ، کلسیت یافت می‌شوند.